# Marco Pierre White
Marco Pierre White (Leeds, 11 dicembre 1961) è un cuoco e personaggio televisivo britannico.
Noto per il suo contributo alla cucina britannica ed europea contemporanea, White è lo chef di nazionalità britannica ad aver ricevuto le tre stelle della guida culinaria Michelin in più giovane età, quando aveva trentatré anni. Tra i suoi allievi ci sono stati chef quali Gordon Ramsay, Heston Blumenthal, Curtis Stone e Shannon Bennett.

## Biografia
Nato a Leeds, Marco Pierre White è figlio di un cuoco britannico, mentre la madre aveva origini italiane, più precisamente dal Veneto. Per via delle sue origini, White ha sempre proposto cucina italiana e britannica. Lasciò l'Allerton High School della sua città senza diplomarsi e decise di intraprendere la carriera di chef. All'inizio lavorò presso l'Hotel Metropole sotto la guida di chef Bryan Chegwin e poi al "Box Tree" a Ilkley.
A sedici anni si trasferì a Londra, dove iniziò la propria carriera di chef lavorando sotto Albert e Michel Roux a "Le Gavroche", continuò la propria formazione sotto Pierre Koffman a "La Tante Claire" (in seguito divenuto "Restaurant Gordon Ramsay") e poi decise di trasferirsi e lavorare nella cucina di Raymond Blanc presso "Le Manoir" e sotto Nico Ladenis allo "Chez Nico a novanta Park Lane".
Nel 1987, White aprì "Harveys" a Wandsworth Common, dove guadagnò la sua prima stella Michelin; in quel ristorante Gordon Ramsay fu suo allievo. L'anno seguente gli fu riconosciuta la seconda stella. Aprì successivamente il ristorante "Marco Pierre White" presso l'ex "Hyde Park hotel", dove ottenne la terza stella Michelin, poi spostato nella "Oak Room" dell'hotel Méridien Piccadilly. Nel 1999, dopo aver annunciato il suo ritiro dalla cucina, fondò con Jimmy Lahoud la "White Star Line", che gestirono assieme fino al 2007. Ha poi firmato un contratto con l'azienda alimentare Knorr, della quale è stato testimonial pubblicitario per molti anni.

## Ristoranti
White e James Robertson tra il 1999 e il 2003 fondarono la "London Steakhouse Co.", con sedi a Windsor e nella City, mentre nel 2008, inaugurarono il "MPW Steak & Alehouse" a Londra, seguito dal "Kings Road Steakhouse & Grill" a Chelsea.
Marco Pierre White è comproprietario con l'attore Michael Caine del "Canteen" di Londra e ha creato i due franchise: "Marco's New York Italian" e "Steakhouse Bar & Grill"; ristoranti gestiti da terzi ubicati in vari alberghi del Regno Unito.

## Televisione
- Hell's Kitchen (2007) – Giudice
- Hell's Kitchen (2009) – Ospite
- MasterChef Australia (2011; 2014) – Ospite
- MasterChef Australia: The Professionals (2013) – Giudice
- Masterchef Sudafrica (2014) – Ospite
- Masterchef Nuova Zelanda (2015) – Ospite
- MasterChef Italia (Sky Uno, 2019) – Ospite